# Алієв Руслан Малілович
Руслан Малілович Алієв (нар. 16 травня 1940 — пом. 2 листопада 2016) — радянський футболіст, воротар.

## Життєпис
Футбольну кар'єру розпочав у 1957 році в складі нальчикського «Спартака». В дебютному сезоні зіграв 2 матчі, в яких пропустив 1 м'яч. З 1959 по 1960 рік разом зі спартаківцями виступав у Першій союзній лізі, в якій дебютував 7 травня 1959 року в програному (0:5) виїзному поєдинку 5-о туру 3 зони проти тбіліського СКВО. Руслан вийшов на поле в стартовому складі та відіграв увесь матч. У футболці «Спартака» в класі Б зіграв 8 матчів, в яких пропустив 25 м'ячів. У 1961 році перейшов до аматорського клубу «Авангард» (Саратов). У 1962 році перейшов до олександрійського «Шахтаря», але стати першим воротарем «гірників» не зумів. У футболці олександрійського колективу зіграв 1 матч у Класі Б. Про подальшу кар'єру Алієва нічого невідомо.